# Садиба Толкачова
Садиба Толкачова, також Толкачівка — колишня садиба на вулиці Григорія Сковороди та історичний район у центрі Харкова. Садиба складається з двох окремих територій з двома будівлями № 94 та 100, які побудовані на початку XX століття для підприємця Семена Яковича Толкачова, споруди є пам'ятками культурної спадщини. Територія колишніх садиб і вулиць навколо отримала назву Толкачівка.

## Історія

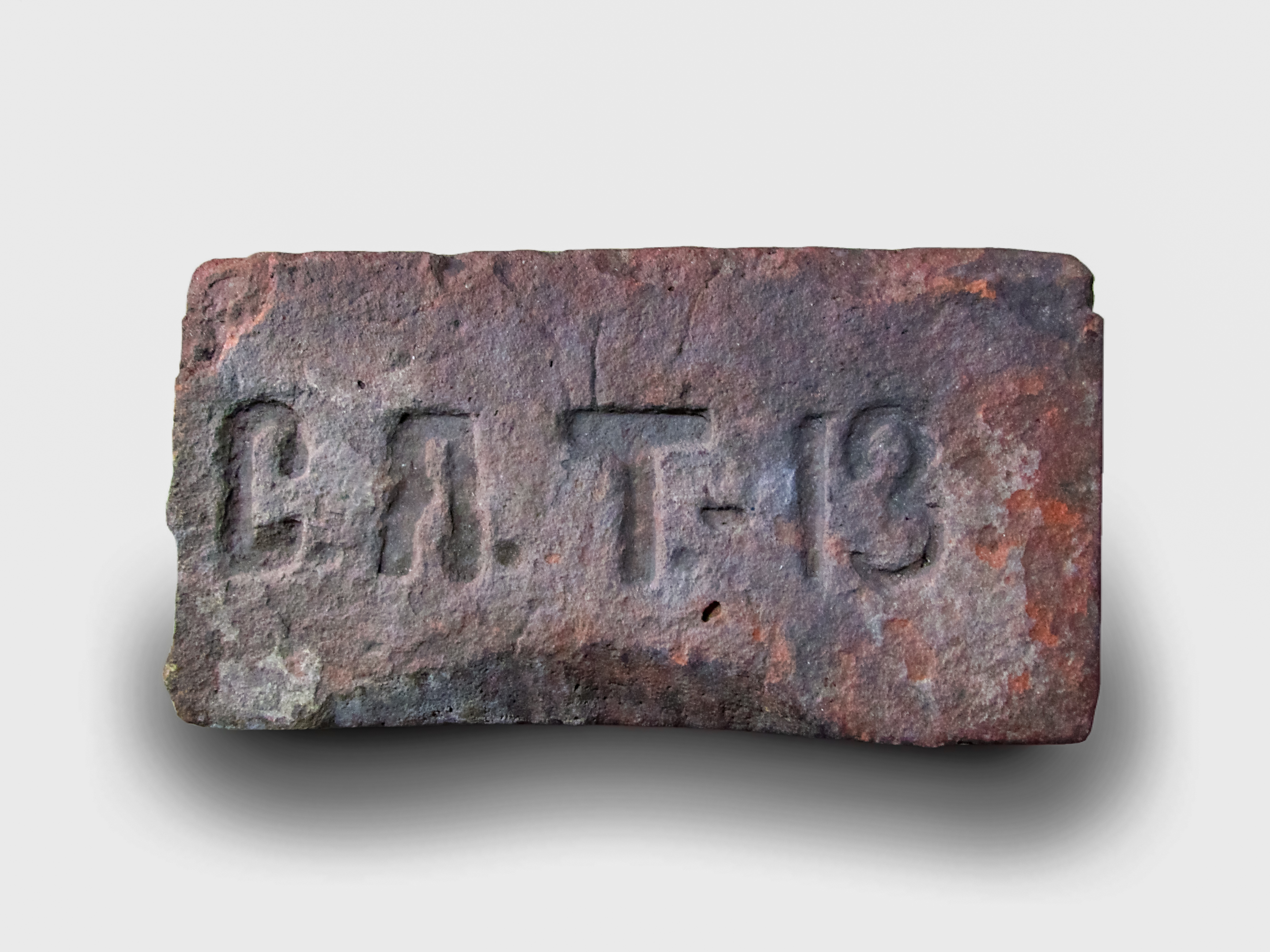
Цеглина 1910-х років Семена Яковича Толкачова (СЯТ). Партія № 13

У 1880-х роках у Харкові з'являється сім'я Толкачових. До кінця XIX століття Семен Якович Толкачов (15 лютого 1850 — 12 липня 1923) став харківським купцем першої гільдії, а згодом — спадковим почесним громадянином. Петро Толкачов здобув архітектурну освіту і керував спільними підприємствами братів. У 1880-х роках Семен Якович придбав великі земельні ділянки, обмежені із півночі лютерано-католицьким кладовищем, зі сходу сучасним Журавлівським узвозом, із півдня вулицею Майка Йогансена, із заходу вулицею Григорія Сковороди. До початку XX століття цей район отримав назву Толкачівка, яка закріпилася серед харківців і використовується донині. Основу бізнесу Толкачова складало виробництво цегли: його заводи виготовляли до 8 мільйонів штук цегли на рік, застосовуючи сучасні на той час технології, зокрема гофманські печі та парові локомобілі. Толкачов був найбільшим тогочасним виробником цегли у Харкові. На заводах працювало до 320 осіб, діяли амбулаторія та невелика лікарня. Його продукція маркувалася клеймом «С. Я. Т.» і широко використовувалася у будівництві кінця XIX — початку XX століть. Окрім цегельного виробництва, Семен Толкачов утримував мильний завод на Німецькій вулиці (нині Григорія Сковороди).
У 1901 році Семен Толкачов ініціював створення нових вулиць на цих землях, між Німецькою та Журавлівською вулицями. Він безоплатно передав частину своєї території місту під прокладення доріг, фінансував частину робіт із мощення, а розробкою проєкту займався його брат. Всі земельні питання з міською владою та іншими землевласниками остаточно врегульовані до 1913 року. Так у Харкові з'явилися нові вулиці: Толкачівська (нині Студентська), Жуковська (вулиця зникла), Апухтинська, Нагірна, а також Толкачівський провулок (нині Студентський). Лермонтовська вулиця (нині Майка Йогансена) продовжена й з'єднана з Дегтярівською. Надалі землі розділені на ділянки та розпродані під забудову.
У 1910 році Семен Якович спорудив особняк № 100 на сучасній вулиці Григорія Сковороди за проєктом архітектора Віктора Валеріановича Величка. Будинок виконано у неокласичному стилі. При вході зроблено колонаду, над нею і над ризалітом — барельєфи, ймовірно, на давньогрецьку тематику. Фасади також оздоблені іншою ліпниною, орнаментами та декоративними вазонами. Будинок з усіх боків відділений парканом, що зберігся. Однак вже в 1913 році Семен Якович передав будівлю місту для організації дитячої кістковотуберкульозної лікарні. Водночас його брат Петро спроєктував і побудував будинок на сусідній ділянці — № 94 (раніше № 96). Будинок також виконаний у неокласичному стилі, прикрашений ліпниною, орнаментами, частина з яких втрачена, пілястрами, а також двоколонним портиком. Всередині фронтону — картуш, ймовірно, для герба, а під ним — напис латинською «SALVE», у перекладі: «Вітаю».
Після початку радянської окупації Семен Якович Толкачов емігрував до Німеччини, де й помер у Берліні. Похований на кладовищі Тегель. Обидва будинки націоналізовані радянською владою. У будинку № 94 у 1919 році проживав Йосип Сталін. Нині у приміщенні діє дитячий садок. Фасади будівлі з боку двору посічені російськими обстрілами. У 2006 по 2018 роках у будинку № 100 розміщувалася приватна дитяча школа «Лествиця». У 2019 році Харківська міська рада передала будинок під будівництво багатофункціонального комплексу. Станом на 2025 рік будинок закинутий і не використовується.
Будинок № 94 є пам'яткою архітектури та містобудування місцевого значення (охоронний № 7343-Ха), а також пам'яткою історії місцевого значення (охоронний № 80). Будинок № 100 є пам'яткою архітектури та містобудування місцевого значення (охоронний № 7344-Ха).
Сьогодні місцевість, відома як Толкачівка, забудована переважно багатоповерховими будинками. Окрім будинків Толкачова, збереглося декілька старих будівель початку ХХ століття. У 1930-х роках тут побудоване студентське містечко із 36 однакових двоповерхових будівель Г-подібної форми. Більшість з них, крім чотирьох, знесені після Другої світової війни. Також збереглася будівля Толкачівської комуни, побудована у 1925 році за проєктом архітектора Віктора Карповича Троценка. 20 листопада 2015 року Червоностудентський в'їзд за 1 км від Толкачівки перейменовано на Толкачівський, а Червоностудентський провулок — на Ново-Толкачівський.

## Галерея

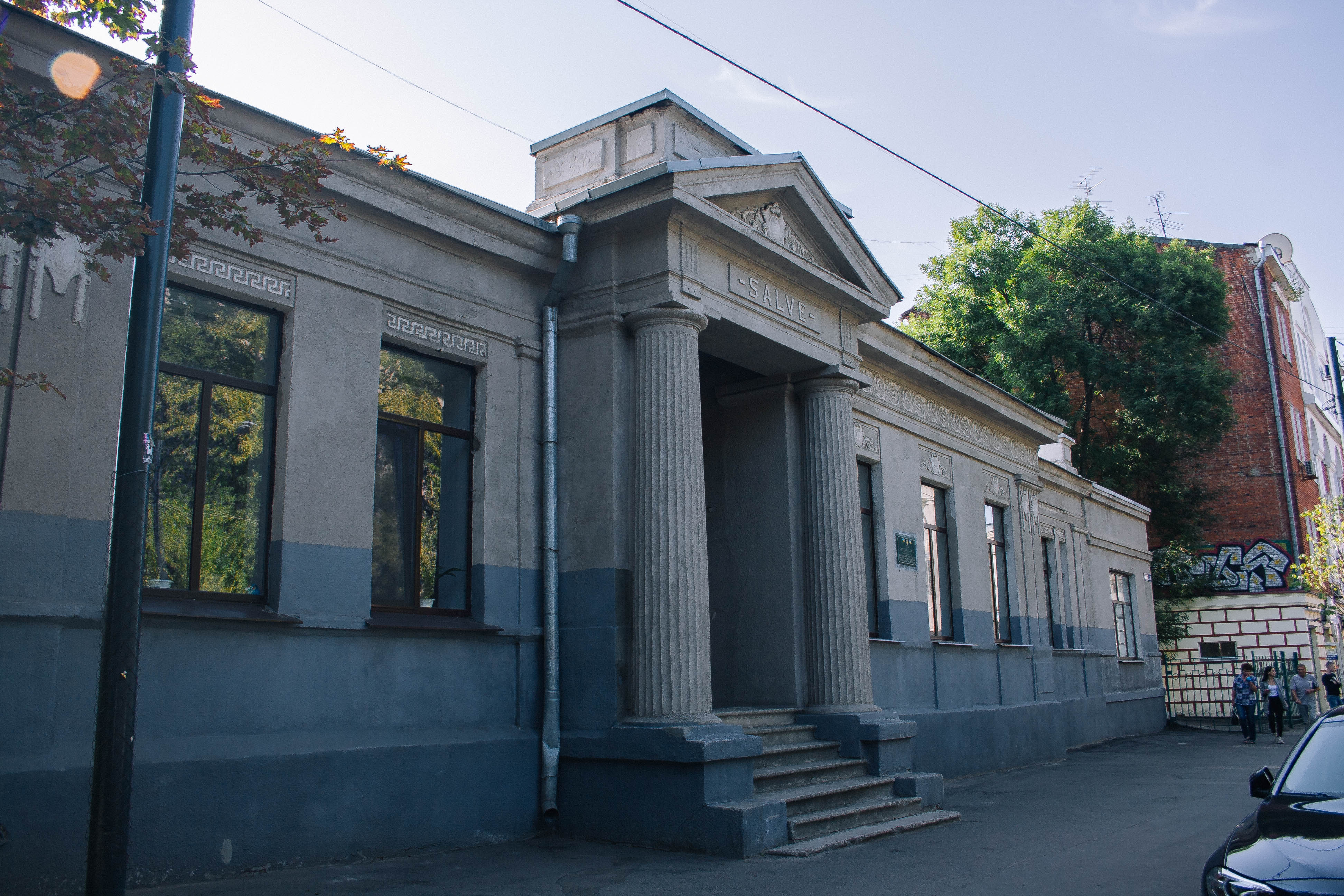
Загальний вигляд будинку № 94
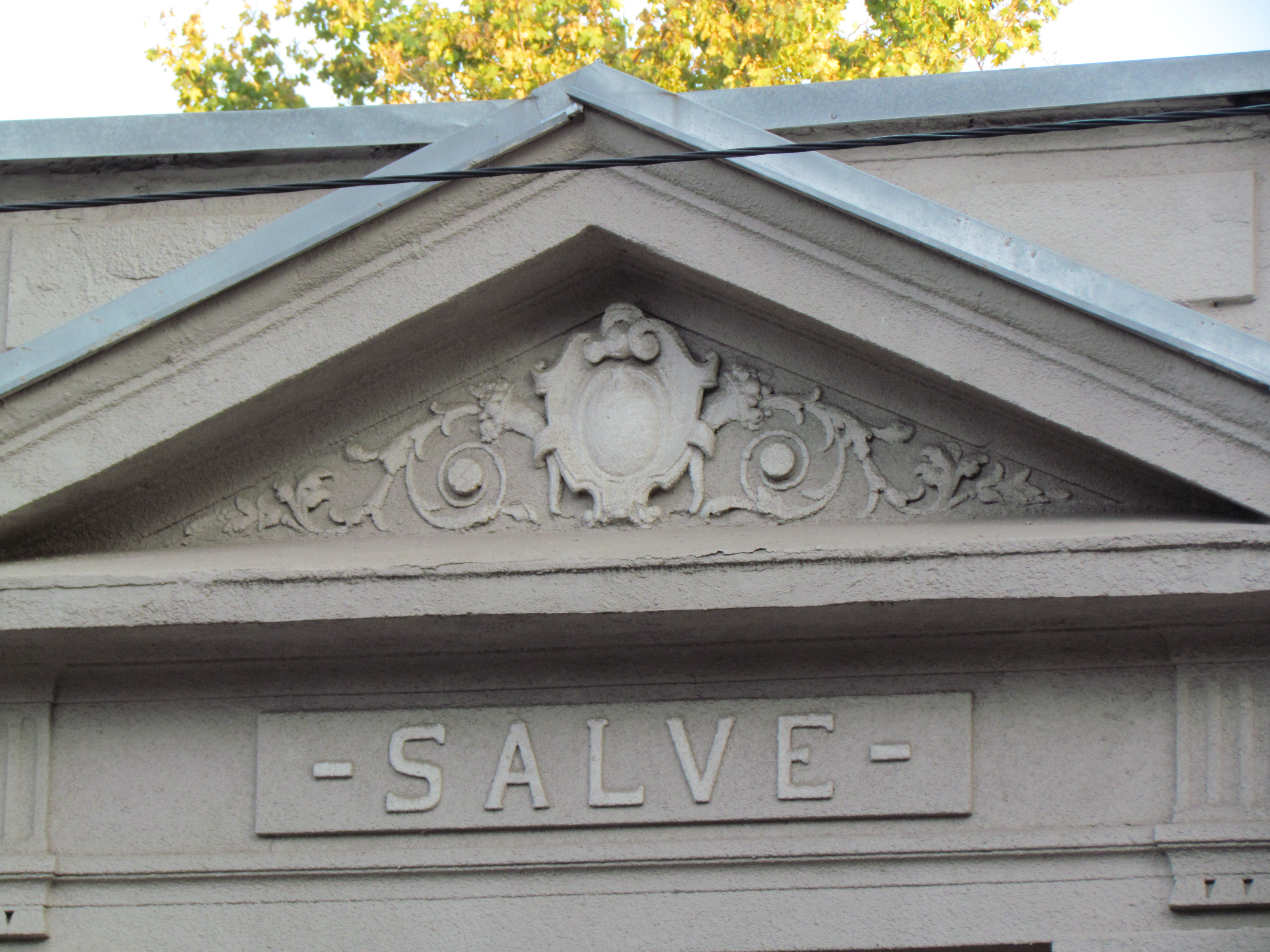
Фронтон будинку № 94 і напис «SALVE»
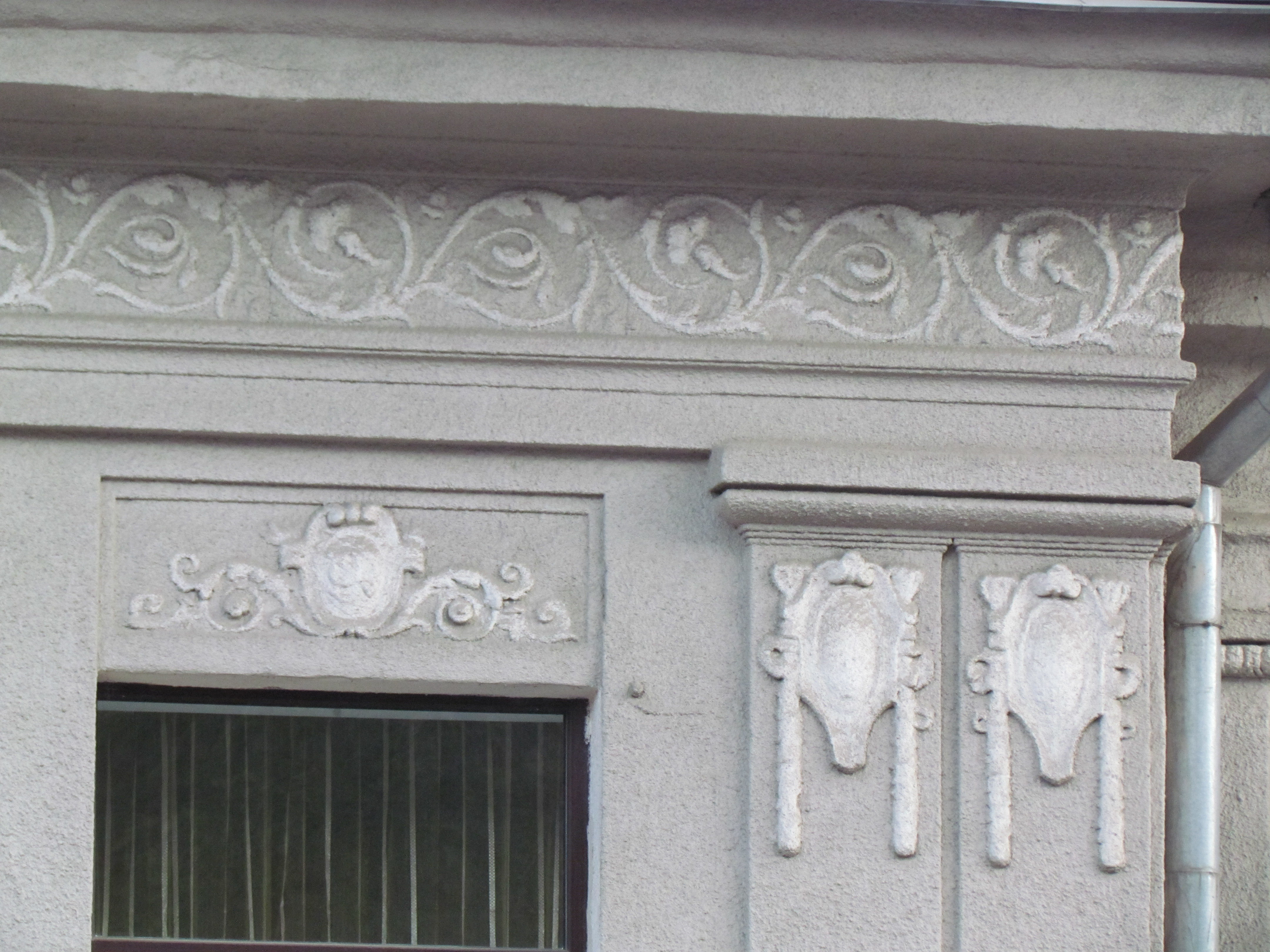
Деталі фасаду будинку № 94
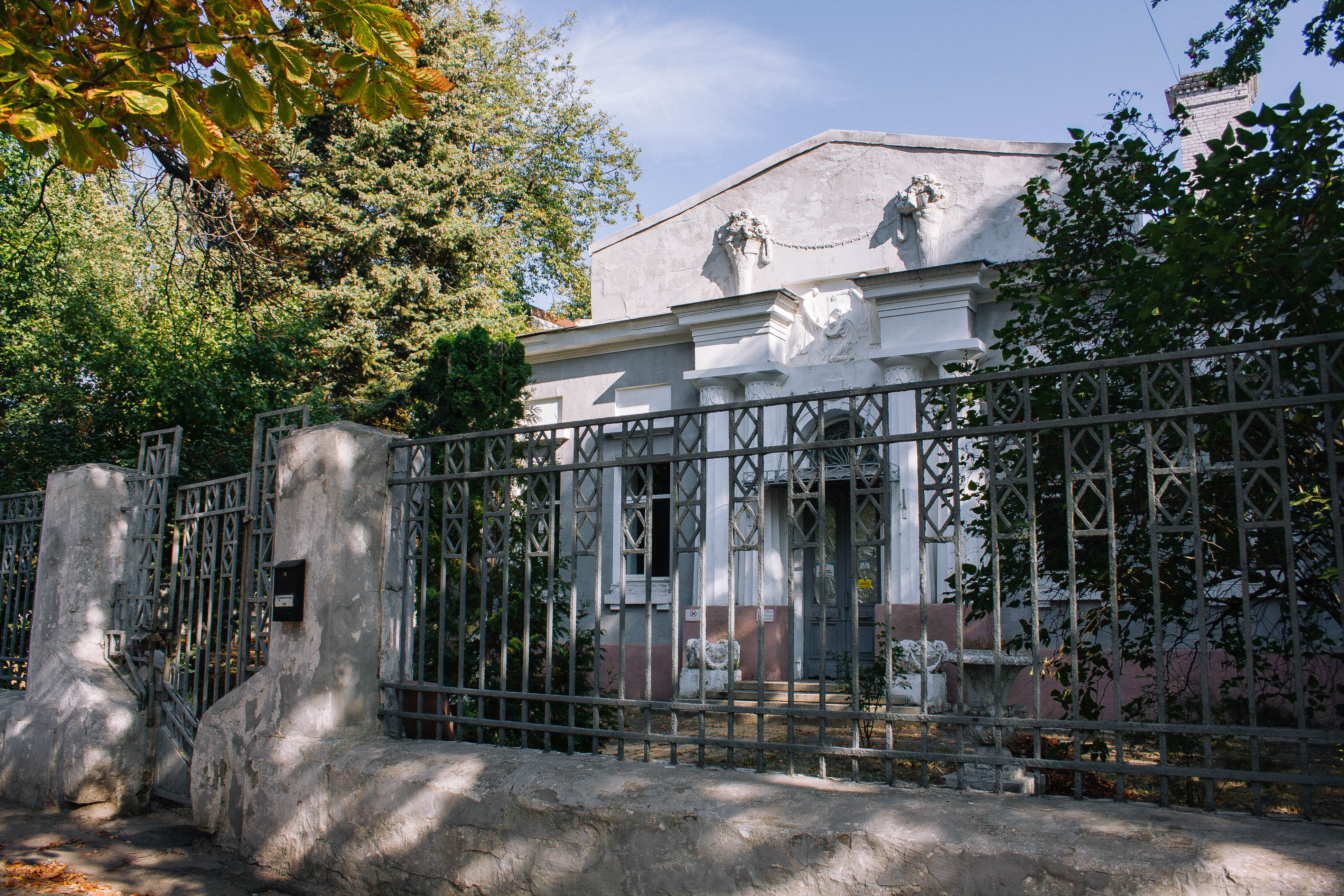
Будинок № 100
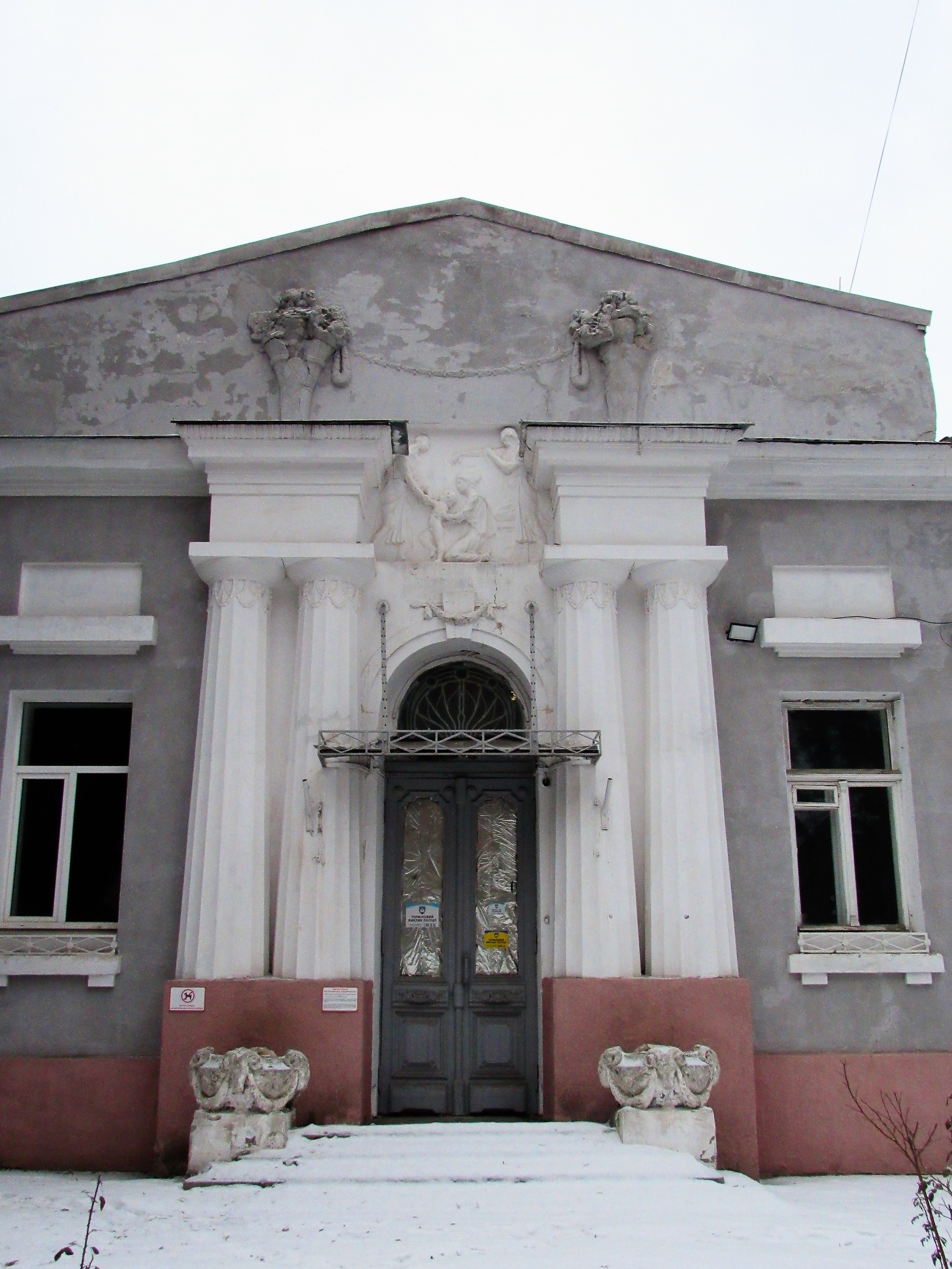
Вхідна група будинку № 100
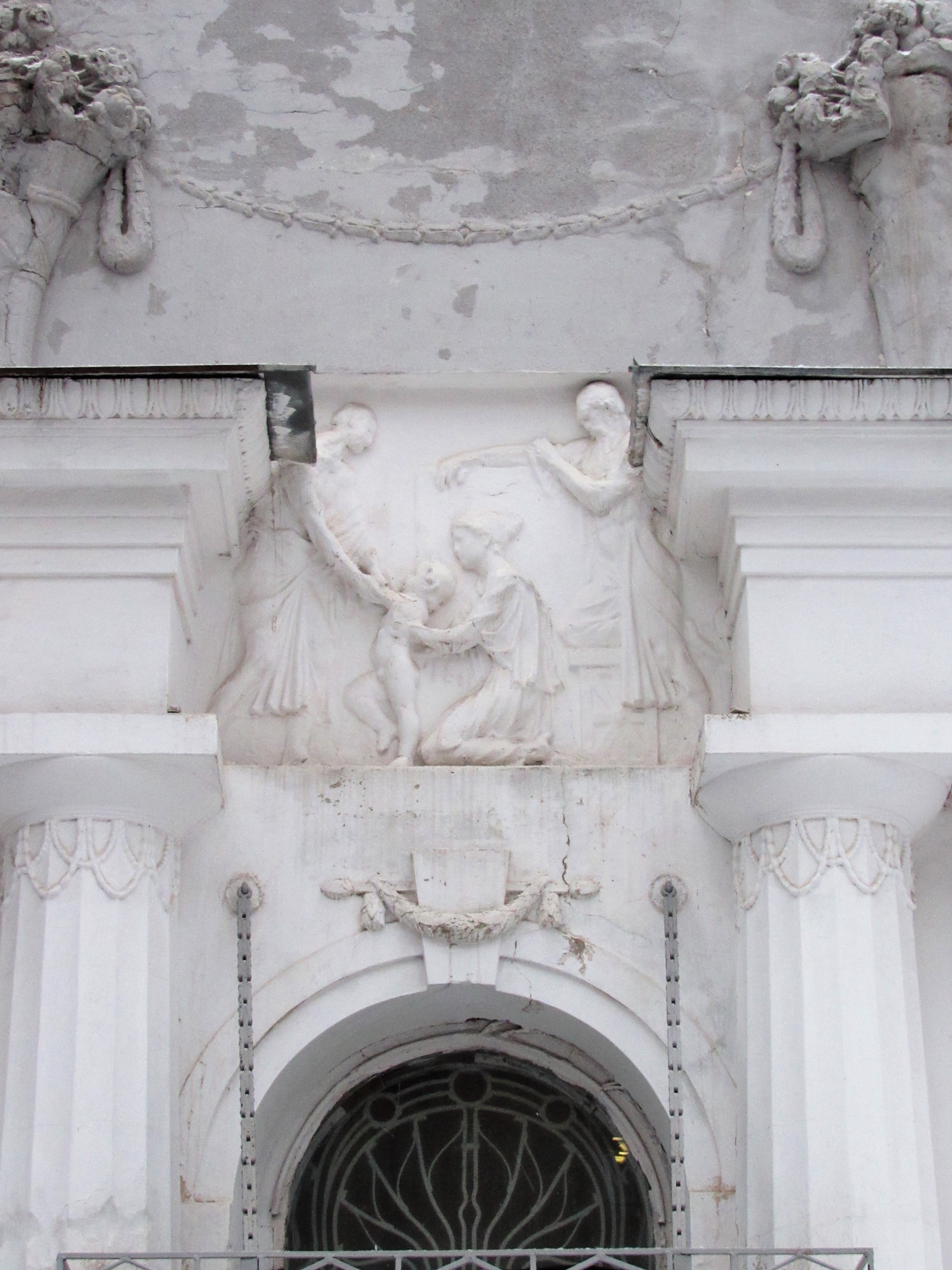
Барельєф на будинку № 100
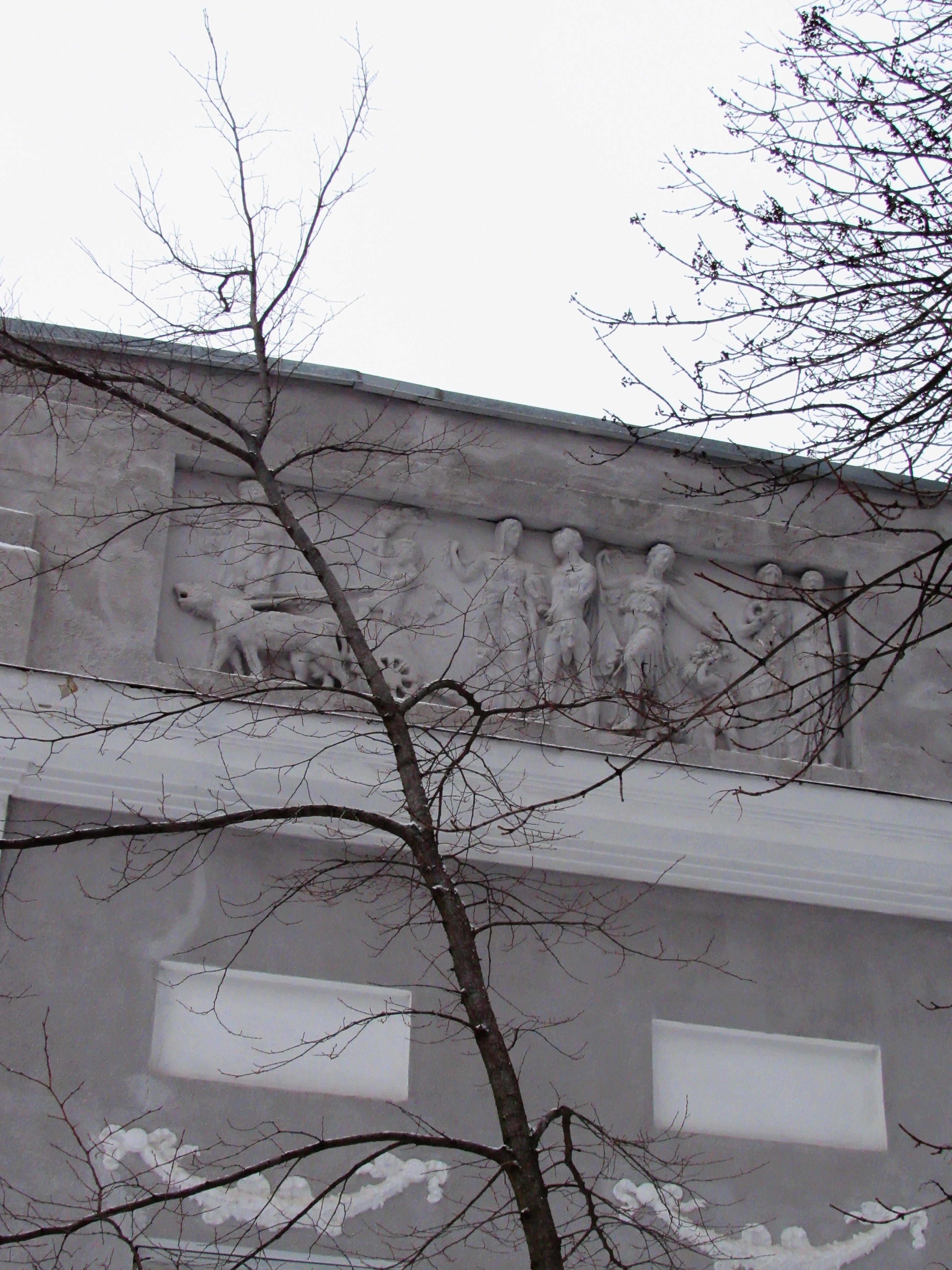
Барельєф на будинку № 100